# Hydra 100
HYDRA 100 — компьютерный чип, предназначенный для установки на материнскую плату. Чип был создан компанией Lucid, специализирующейся в области компьютерных технологий .

## Описание
Основным предназначением чипа Hydra 100 являлась обеспечение возможности объединять для совместной работы несколько графических процессоров разных производителей. Подразумевается, что производительность графической подсистемы компьютера будет расти пропорционально производительности добавленного графического процессора. Кроме того, Lucid объявила, что, в отличие от ранее известных мультичиповых решений навроде ATI CrossFire или NVIDIA SLI, для использования её решения не будет иметь значения производитель видеочипа или его серия. Это достигается за счет того, что Hydra 100 — полностью аппаратное решение, тогда как CrossFire и SLI — программные решения, реализованные в драйверах. Основной концепцией, стоящей за данной мультичиповой технологией, является перехват команд Microsoft DirectX и OpenGL, поступающих от процессора, и последующее их разделение для обработки всеми имеющимися в наличии графическими процессорами.

## Дальнейшее развитие
В августе 2009 года было объявлено, что готовятся к выходу решения на основе нового чипа Hydra 200. Однако их выход был отложен. По состоянию на ноябрь 2009, новый чип доступен лишь в виде тестового стенда, предоставляемого самой компанией Lucid.

## Дополнительные источники
- Lucid HYDRA — попытка обойти ограничения SLI и Crossfire
- MSI Big Bang Fuzion и Lucid Hydra: совместная работа видеокарт nVidia и AMD без CrossFire и SLI